# 拉法乌·恰斯科夫斯基
拉法乌·卡齐米日·恰斯科夫斯基（波蘭語：Rafał Kazimierz Trzaskowski，發音：[ˈrafaw kaʑiˈmjɛʂ tʂasˈkɔfski] ⓘ；1972年1月17日—），波兰政治人物、现任华沙市长，政治学家、欧洲研究学者。2020年在波兰总统选举中成为公民纲领党总统候选人，在第二輪投票中以些微差距敗於爭取連任的安傑伊·杜達。2025年再度参加波兰总统选举，在第二輪投票中以些微差距敗於卡罗尔·纳夫罗茨基。

## 立場
恰斯科夫斯基以黨內的自由派力量自居，還曾參加華沙的LGBT大遊行，倡導在學校開展反歧視、反霸凌教育，但另一方面，他又曾公開表示反對同性伴侶領養兒童。恰斯科夫斯基曾擔任歐洲事務部長，主張波蘭在歐盟談判中扮演更積極的角色。

## 選舉紀錄
| 年度 | 選舉屆數             | 選舉區               | 所屬政黨 | 得票數     | 得票率 | 當選標記 | 備註 |
| ---- | -------------------- | -------------------- | -------- | ---------- | ------ | -------- | ---- |
| 2009 | 第七屆歐洲議員選舉   | 華沙歐洲議員選舉區   | 公民綱領 | 434,421    | 52.53% |          |      |
| 2015 | 第八屆眾議員選舉     | 波蘭眾議院第十三選區 | 公民綱領 | 133,558    | 24.56% |          |      |
| 2018 | 第47任華沙市市長選舉 | 華沙                 | 公民联盟 | 505,187    | 56.67% |          |      |
| 2020 | 第八屆總統選舉       | 第八屆總統選舉       | 公民联盟 | 5,917,340  | 30.46% |          | 首輪 |
| 2020 | 第八屆總統選舉       | 第八屆總統選舉       | 公民联盟 | 9,924,800  | 48.82% |          | 次輪 |
| 2024 | 第48任華沙市市長選舉 | 華沙                 | 公民联盟 | 444,006    | 57.41% |          |      |
| 2025 | 第九屆總統選舉       | 第九屆總統選舉       | 公民联盟 | 6,147,797  | 31,36% |          | 首輪 |
| 2025 | 第九屆總統選舉       | 第九屆總統選舉       | 公民联盟 | 10,237,286 | 49.11% |          | 次輪 |